# Gare de Hokksund
La gare de Hokksund se situe dans la municipalité de Øvre Eiker du comté de Buskerud.

## Situation ferroviaire
La gare est située au (PK) 70,22 et à 8 m d'altitude. Aujourd'hui point de départ de la ligne de Randsfjord, elle se situe pour ce qui est de la ligne du Sørland entre les gares ouvertes de Vestfossen et de Mjøndalen.

## Histoire
La gare s'est d'abord appelée Hougsound du 15 novembre 1866 au 1er février 1920 où la gare prend le nom d'Hokksund. La ligne était alors à voie étroite (1 067 mm), elle sera normalisée le 1er novembre. Si la voie reliant Drammen à Hokksund dès le 10 avril 1929, il faudra attendre une trentaine d'années avant que la portion Hokksund-Hønefoss ne soit à son tour électrifiée.

### Première gare et début de développement
La gare a été officiellement inaugurée le 12 octobre 1868 avec l'achèvement de la ligne de Randsfjord bien que la construction de la gare eut été achevée depuis 1866. L'arrivée du chemin de fer a permis de créer beaucoup d'emplois mais a également développé les entreprises locales. D'ailleurs beaucoup d'entre elles ont fait installer des voies sur le site.
La première gare, œuvre de Georg Andres Bull, était en bois. Elle a été détruite lors d'un incendie le 17 décembre 1895.

### Seconde gare et importance pour Hokksund
Le nouveau bâtiment, œuvre de Paul Due, est nettement plus grand que le précédent. C'est d'ailleurs  à partir de ce moment là que le lieu va se développer. Jusque là, ce qui est aujourd'hui le vieil Hokksund était de l'autre côté de la Drammenselva, la rivière qui traverse aujourd'hui Hokksund. À l'époque, il n'y avait que peu d'habitations autour de la gare. En vingt ans, de 1896 à 1916, des entreprises vont se construire, d'autres vont se développer au point de passer de l'artisanat à l'entreprise industrielle moderne. Enfin, les banques et l'administration s'installent à proximité de la gare opérant ainsi un véritable déplacement du centre de gravité de la ville,.

### Inscription au patrimoine
Le 7 mars 2002 le bâtiment de la gare est officiellement inscrit au patrimoine historique et culturel de Norvège sous le n°86492-1.

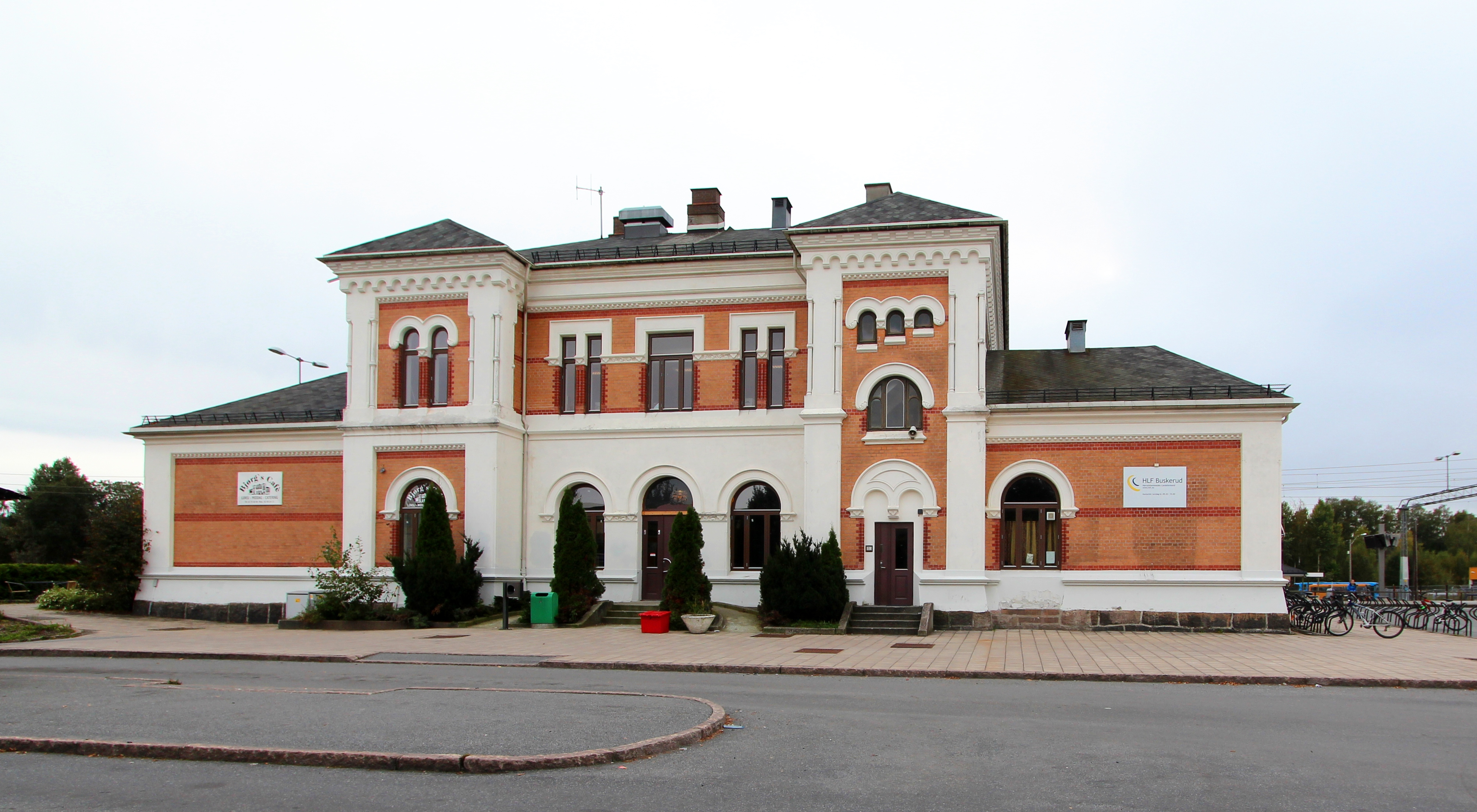
La gare vue depuis la place (2011).
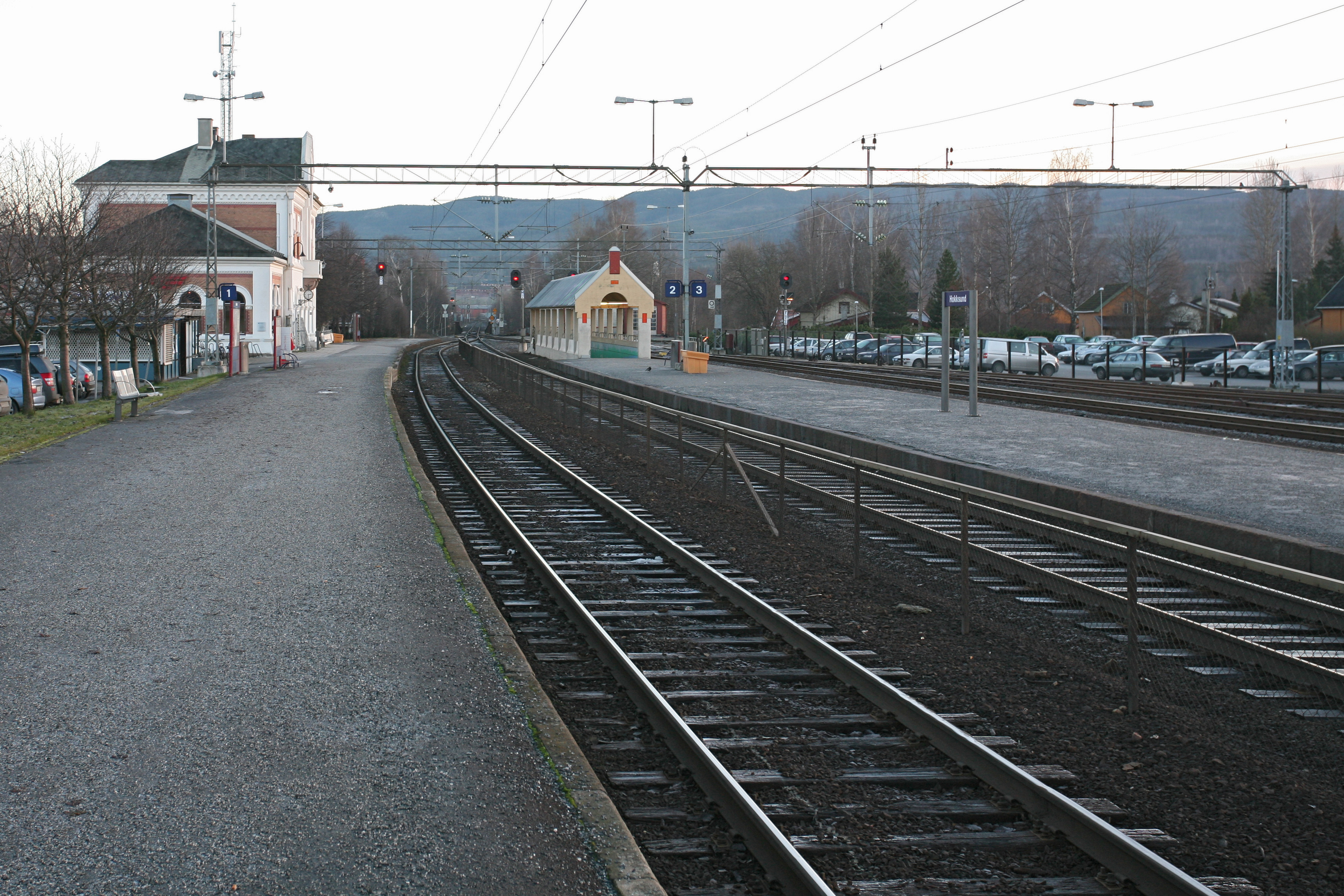
Bâtiment et voies (2006).
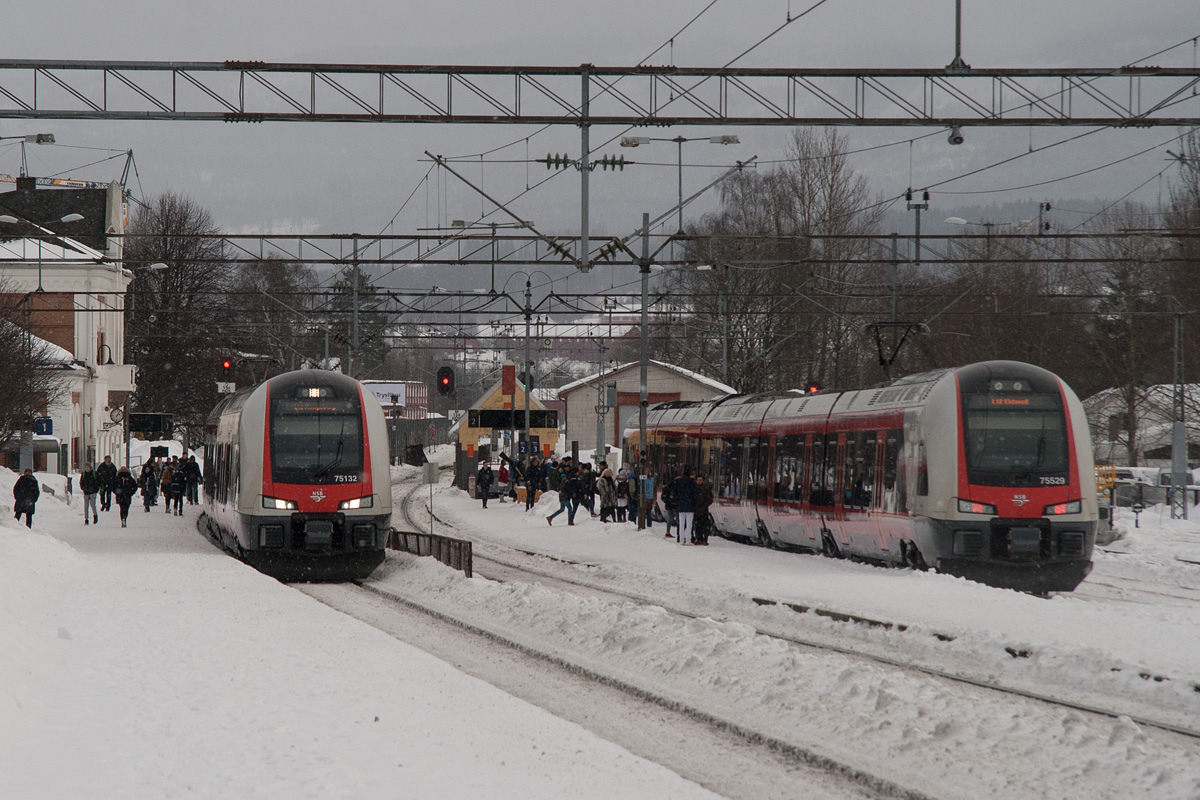
Deux trains de la L12 (2018).

## Service des voyageurs

### Accueil
La gare possède un parking de 187 places dont 5 pour les personnes à mobilité réduite ainsi qu'un parking à vélo.
Dans la gare se trouve un kiosque, des automates pour l'achat de titres de transport et une salle d'attente ouverte du lundi au vendredi de 4h45 à 17h. Il y a des aubettes sur les quais.

### Desserte
La gare est principalement desservie par une ligne de train locale. Deux trains grandes distances desservent également la gare à raison de deux trains par jour et par destination.
Trafic local :
- L12 : Kongsberg-Oslo-Eidsvoll

Lignes grandes distances :
- 41 : Oslo-Bergen
- 50 : Oslo-Stavanger

### Intermodalité
Il y a un arrêt de bus et une station de taxi devant la gare.